# Running Still
Albums de Charlie Winston
Hobo
(2009) Curio City
(2015)
Running Still est le deuxième album officiel de Charlie Winston, sorti le 21 novembre 2011. Le premier single Hello Alone est sorti le 3 octobre 2011. Le morceau She Went Quietly apparait dans l'épisode 9 de la Saison 8 de Grey's Anatomy (A l'aveugle/Dark Was the Night).

## Liste des titres
| No  | Titre                      | Durée |
| --- | -------------------------- | ----- |
| 1.  | Hello Alone                | 3:18  |
| 2.  | Speak to Me                | 3:20  |
| 3.  | Where Can I Buy Happiness? | 3:43  |
| 4.  | The Great Conversation     | 4:18  |
| 5.  | She Went Quietly           | 4:01  |
| 6.  | Unlike Me                  | 3:49  |
| 7.  | Until You're Satisfied     | 3:24  |
| 8.  | Wild Ones                  | 3:52  |
| 9.  | Making Yourself so Lonely  | 4:16  |
| 10. | Rockin' in the Suburbs     | 3:06  |
| 11. | Summertime Here All Year   | 5:03  |
| 12. | Lift Me Gently             | 3:43  |

## Classements
| Classement (2011) | Meilleure position |
| ----------------- | ------------------ |
| Belgique          | 12                 |
| France            | 5                  |
| Suisse            | 24                 |